# 狄俄墨德斯
狄俄墨德斯（英語：Diomedes）是古希腊神話的人物之一。他是堤丟斯之子，阿爾戈斯國王、特洛伊战争的希腊联军英雄之一。曾于该战争中受到雅典娜帮助而多次击败特洛伊人并获得重大胜利。其形象于相关艺术作品中得到广泛反映。